# William MacMahon Ball
William MacMahon Ball AC (geboren 29. August 1901 in Casterton, Victoria, Australien; gestorben 26. Dezember 1986 in Heidelberg, Victoria) war Professor für Politikwissenschaft, Diplomat, Autor, Journalist und Radiomoderator.

## Leben und Werk

### Frühe Jahre
William MacMahon Ball war das fünfte und jüngste überlebende Kind von John Aubrey Ball, einem in London geborenen Geistlichen der Church of England und seiner Frau Edith Laura, geborene McMahon. Die Familie zog nach Melbourne, als der Junge neun Jahre alt war. Ohne großes Interesse verließ er sieben Jahre später die Caulfield Grammar School. Er wurde Student und unterrichtete am New College in Box Hill und qualifizierte sich für die Zulassung zur University of Melbourne, die 1923 mit dem BA abschloss.
Balls akademische Ergebnisse blieben dürftig, bis er unter den Einfluss von Mary Flinn geriet, einer Lehrerin, deren Talente seine latente Brillanz freisetzten. Er schloss sein Studium mit Auszeichnung und mehreren Preisen ab und wurde zum Forschungswissenschaftler für Psychologie ernannt. Er unterrichtete ein Fach mit dem Titel „Psychologie, Logik und Ethik“. 1929 gewann Ball ein Rockefeller-Reisestipendium für Politikwissenschaft, das ihm ein Studium bei Harold Laski an der „London School of Economics and Political Science“ ermöglichte.
Bei Besuchen in Europa beobachtete er die Unruhen, die nach dem Ersten Weltkrieg den Nährboden für den Faschismus bildeten. 1932 kehrte er als Dozent (später Senior Lecturer) für politische Philosophie und moderne politische Institutionen an die University of Melbourne zurück. Balls Ansehen wuchs im Laufe des unruhigen Jahrzehnts, das zum Zweiten Weltkrieg führte, stetig. Er war in der Bewegung für Erwachsenenbildung als Dozent aktiv und unterrichtete in der einen oder anderen Funktion eine erstaunliche Anzahl zukünftiger australischer Führungskräfte. In dieser Zeit begann er auch, Vorträge für die „Australian Broadcasting Commission“ zu halten, eine Tätigkeit, in der er glänzte. Er schrieb auch Artikel über internationale Angelegenheiten für den „Melbourne Herald“.

### Mittlere Jahre
Ball setzte sich für Abrüstung und die friedliche Beilegung internationaler Differenzen ein und veröffentlichte seine Ansichten in „Possible Peace“ (1936). Zunächst unterstützte er den Weltfriedenskongress, verurteilte ihn jedoch später als kommunistische Front und bereute, was er seine „Naivität und Torheit“ gegenüber der Abrüstung nannte. Dennoch blieb er mutig und offen für die Verteidigung der demokratischen Freiheiten Australiens. Im Mai 1938 reiste er zu einem weiteren Auslandsbesuch ab. Nachdem er Zeuge der deutschen Besetzung des Sudetenlandes geworden war, erhielt er eine Führung durch das berüchtigte Konzentrationslager Sachsenhausen – ein Schrecken, der nie aus seiner Erinnerung verschwunden ist. Er kehrte über die Vereinigten Staaten von Amerika zurück, wo er mit einem Carnegie-Stipendium die politikwissenschaftlichen Abteilungen führender Universitäten besuchte und im März 1939 nach Hause kam.
Auf Einladung von Premierminister Robert Menzies wurde Ball im Februar 1940 zum Rundfunkleiter im Informationsministerium ernannt. Er leitete nicht nur ein Team, das Auslandsübertragungen überwachte, sondern übernahm auch die Verantwortung für die Informations- und Propagandadienste des Landes, die sich an befreundete, neutrale und feindliche Länder in der Region richteten. Seine Sektion wurde im Juli 1942 dem ABC übertragen. Er trat aus Protest zurück, als Arthur Calwell sie im April 1944 wieder in die Abteilung verlegte. Ball blieb beim ABC und erhöhte sein Ansehen in der Öffentlichkeit durch die Leitung der populären Radiodebatten Nation's Forum of the Air.
1945 kehrte „Mac“ Ball als leitender Dozent der Abteilung für Politikwissenschaft an seine Universität zurück. Er schrieb eine Einleitung zu einem Redenbuch von Bert Evatt, „Foreign Policy of Australia“ (1945). In diesem Jahr war er Teil von Evatts Gefolge bei der Konferenz der Vereinten Nationen über internationale Organisationen in San Francisco, USA. Ball mochte seinen Anführer nicht und billigte auch seine Methoden nicht, und die beiden Männer gerieten untereinander in Streit. Dennoch schickte Evatt ihn im November als Sonderbeobachter, um über den Konflikt in Niederländisch-Ostindien zu berichten, wo die Indonesier gerade dabei waren, sich von ihrer Kolonialherrschaft zu lösen. Seine Depeschen waren zweifellos eindringlich und genau, aber nicht das, was Evatt lesen wollte.
Balls nächster Auftrag von Evatt war eine Überraschung, und die Angelegenheit wurde möglicherweise von Premierminister Ben Chifley angeregt. Ball wurde zum britischen Commonwealth-Mitglied des Alliierten Rates für Japan sowie zum australischen Gesandten für dieses Land ernannt und trat sein Amt am 3. April 1946 an. Sein Platz im Rat war eine einzigartige Anerkennung der Kampfrolle Australiens im Zweiten Weltkrieg und eine Anerkennung seiner persönlichen Qualität und seines Ansehens.
Aber es war keine glückliche Zeit für ihn. General Douglas MacArthur, der diktatorisch arbeitende Oberbefehlshaber der alliierten Mächte, legte dem Rat nur wenig Wichtiges vor; die Briten untergruben ihren Commonwealth-Vertreter; und Evatt war wie immer inkonsequent und hinterhältig. Ball war der Meinung, die Demokratisierungspolitik der Besatzungsmächte wurde nicht zielgerecht durchgeführt, und so trat er im August 1947 zurück und kehrte nach Melbourne zurück. Dennoch erklärte er sich bereit, 1948 eine weitere Aufgabe für Evatt zu übernehmen und eine Mission des guten Willens nach Südostasien zu leiten.

### Spätere Jahre
Für kurze Zeit arbeitete Ball als Sonderautor für auswärtige Angelegenheiten beim „Melbourne Herald“, wo seine eleganten Artikel, hauptsächlich über die Beziehungen zu Südostasien, die besten Traditionen dieser Zeitung unterstrichen. Aber er mochte den Besitzer, Sir Keith Murdoch, kaum mehr als Evatt und war froh, von seiner bevorstehenden Ernennung zum Stiftungsprofessor für Politikwissenschaft an der Universität Melbourne zu hören. 1949 konnte er die Professur übernehmen, die er bis zu seiner Pensionierung im Januar 1968 innehatte.
Die Familie Ball lebte in einem mehrfach erweiterten Blockhaus in der halbländlichen Umgebung, nördlich von Melbourne. Der Garte, der dazu gehörte, gab genügend Gras für das Pferd, das Ball hielt. Ball starb 1986 in Heidelberg.
Zu Balls Veröffentlichungen gehörten neben unzähligen Artikeln, Buchrezensionen und Radiosendungen auch die Bände „Japan: Enemy or Ally?“ (1948); „Nationalism and Communism in East Asia“ (1952) und eine herausgegebene Sammlung von Dokumenten und Lesungen, „Australia and Japan“ (1969). Alan Rix gab die Tagebücher heraus, die Ball in Indonesien und Japan führte, unter dem Titel „Intermittent Diplomat“ 1988 heraus.
Ball starb am 26. Dezember 1986 in Heidelberg und wurde auf dem Friedhof von Eltham beigesetzt.